# Smokepurpp
Omar Jeffery Pineiro, conocido artísticamente como Smokepurpp (Chicago, Illinois; 15 de mayo de 1997), es un rapero estadounidense. Originalmente era únicamente productor pero no encontraría el éxito hasta 2017 cuando por su sencillo «Audi» consiguió millones de reproducciones en la plataforma SoundCloud. 
Pineiro debutó con su mixtape «Deadstar» el 28 de septiembre de 2017, alcanzando el puesto número 42 en el ranking de Billboard 200.

## Primeros años
Smokepurpp nació el 15 de mayo en 1997, en Chicago, Illinois. Él y su familia se mudaron a Miami, Florida cuándo él tenía tres años . Hablando de su infancia, Pineiro se describió a sí mismo como un chico tranquilo rodeado de grupos de personas muy diversas.
Pineiro empezó su carrera musical como productor de instrumentales, un hobby que nació debido al aburrimiento. Mientras se dedicaba a esto, el insistía a su amigo Lil Pump a introducirse en la escena del rap. Pineiro comenzó a rapear cuando se dio con que nadie compraba sus instrumentales y debido al éxito de varios sencillos en la plataforma de distribución del audio SoundCloud, Pineiro decidió abandonar los estudios.
Sus influencias musicales son Kanye West, Taking Back Sunday, Every Avenue, Young Thug y Lucki.

## Carrera

### 2014–2016: Principios de su carrera
Pineiro comenzó a perseguir la música en su instituto, empezando como productor, cuando muchos otros, Pineiro empezó publicar su arte en SoundCloud. Pineiro empezó a rapear debido a la poca cantidad de compras que tenía en las instrumentales que producía. La primera canción de Pinerio fue subida a SoundCloud en 2015, pero la borro con rapidez debido a la mala calidad de la misma, luego subió su segunda canción, "Live Off a Lick" en compañía del rapero nativo de Florida, XXXTentacion. Pineiro abandonó el instituto debido a que su carrera musical estaba creiciendo cada vez más. Más tarde liberó su primer vídeo musical el 23 de septiembre de 2014, titulado "It's Nothin" junto al rapero Lil Ominous, quien es también el primo de Pineiro.

### 2017–2018: Éxito y álbumes
En marzo de 2017, Pineiro firmó un registro de aventura de la junta trata Alamo Records y Interscope Records. Luego, anunció su mixtape el 9 de marzo de 2017 por Twitter. Varios días más tarde por el 14 de marzo de 2017, Pineiro anunció que el mixtape se titularía Deadstar.
Pineiro Liberó su debutó con su sencillo, "Audi", en mayo de 2017. Pronto este se convertiría en su canción más escuchada en SoundCloud con más de 25 millones de reproducciones y 122 millones en octubre de 2017. En septiembre de 2017, Pineiro anunció que la fecha de salida de Deadstar era el 22 de septiembre, liberando el sencillo "Bless Yo Trap" tras el anuncio. Pineiro Anunciado más tarde en aquel Deadstar sería retrasado, declarando ninguna fecha de liberación esperada.
Por de septiembre de 2017, Pineiro liberó Deadstar. El mixtape incluía características de artistas tales como Chief Keef, Juicy J y Travis Scott. El mixtape debutó siendo el número 42 en la Billboard 200. Tras el mixtape, el 8 de noviembre de 2017, Pineiro estuvo en el show de MTV TRL, donde anunció que próximamente tendría un mixtape en conjunto con Murda Beatz titulado Bless Yo Trap. Más tarde liberó dos sencillos del mixtape llamados "123" y "Do Not Disturb", el último junto con Lil Yachty y Offset integrantes de Migos un grupo de rap. El mixtape se estrenó el 13 de abril de 2018.
El 20 de marzo de 2018, mientras Pineiro estaba en SXSW, dio una entrevista con Nardwuar the Human Serviette, y en aquella entrevista, Nardwuar expuso que Pineiro tenía en proyecto sacar para 2018 "Sound of Space", además de Deadstar 2.

### 2019–presente: Álbum de estudio
El 19 de abril de 2019, Pineiro estrenó su EP Lost Planet vía Alamo Records. El EP incluye apariciones especiales de sus amigos rappers Gunna, Lil Pump, y NLE Choppa. Alrededor del 13 de diciembre, liberó su álbum de estudio del debut, Deadstar 2, después de muchos retrasos. A pesar de que no sea tan comercialmente eficaz como sus proyectos anteriores, alcanzó el puesto 86 en el gráfico de Álbumes canadienses.
Pineiro Liberó su segundo álbum de estudio, Florida Jit, el 19 de junio de 2020. Vendió menos de 5,000 copias durante su primera semana y es uno de su proyectos con menos ventas hasta el día de hoy.

## Discografía
| Título      | Detalles de álbum                                                                                | Máxima posición | Máxima posición |
| Título      | Detalles de álbum                                                                                | US              | CAN             |
| ----------- | ------------------------------------------------------------------------------------------------ | --------------- | --------------- |
| Deadstar 2  | - Estreno: 13 de diciembre de 2019 - Discográfica: Alamo, Interscope - Formato: Descarga digital | 137             | 86              |
| Florida Jit | - Liberado: 19 de junio de 2020 - Discográfica: Álamo, Interscope - Formato: descarga Digital    | —               | —               |

| Título           | Detalles de EP                                                                               |
| ---------------- | -------------------------------------------------------------------------------------------- |
| Up Now Fuck Next | - Estreno: 12 de mayo de 2017 - Discográfica: Alamo, Interscope - Formato: Descarga digital  |
| Lost Planet      | - Estreno: 19 de abril de 2019 - Discográfica: Alamo, Interscope - Formato: Descarga digital |

| Título                                                                       | Detalles de mixtapes                                                                               | Máxima posición | Máxima posición | Máxima posición | Máxima posición | Máxima posición | Máxima posición |
| Título                                                                       | Detalles de mixtapes                                                                               | US              | US R&B/HH       | US Rap          | BEL(FL)         | CAN             | NZ Heat.        |
| ---------------------------------------------------------------------------- | -------------------------------------------------------------------------------------------------- | --------------- | --------------- | --------------- | --------------- | --------------- | --------------- |
| Deadstar                                                                     | - Estreno: 29 de septiembre de 2017 - Discográfica: Alamo, Interscope - Formatos: descarga Digital | 42              | 24              | 16              | —               | 77              | —               |
| Bless Yo Trap (con Murda Beatz)                                              | - Estreno: 13 de abril de 2018 - Discográfica: Alamo, Interscope - Formatos: descarga Digital      | 40              | 22              | 17              | 193             | 30              | 4               |
| "—" Denota un grabando que no gráfico o no fue liberado en aquel territorio. | |                 |                 |                 |                 |                 |                 |

### Sencillos

#### Como artista principal
| Título                                                                     | Año  | Máxima posición | Máxima posición | Máxima posición | Máxima posición | Certificaciones | Álbum           |
| Título                                                                     | Año  | USBub.          | US R&B/HHBub.   | CAN             | NZ Hot          | Certificaciones | Álbum           |
| -------------------------------------------------------------------------- | ---- | --------------- | --------------- | --------------- | --------------- | --------------- | --------------- |
| "Ski mask"                                                                 | 2017 | —               | —               | —               | —               |                 |                 |
| "Audi"                                                                     | 2017 | —               | 8               | —               | —               | - RIAA: Platino | Deadstar        |
| "123" (con Murda Beatz)                                                    | 2018 | 19              | 4               | —               | —               |                 | Bless Yo Trap   |
| "Do Not Disturb" (con Murda Beatz en colaboración con Offset y Lil Yachty) | 2018 | —               | —               | —               | —               | - RIAA: Oro     | Bless Yo Trap   |
| "Nephew"(presentando (featuring Lil Pump)                                  | 2018 | 5               | 1               | 96              | —               | - RIAA: Oro     |                 |
| "Remember Me"                                                              | 2019 | —               | —               | —               | —               |                 | Planeta perdido |
| "Stevie"                                                                   | 2019 | —               | —               | —               | —               |                 | Deadstar 2      |
| "Dirty Dirty"(en colaboración con Lil Skies)                               | 2019 | —               | —               | —               | 37              |                 | Deadstar 2      |
| "Audi II"                                                                  | 2019 | —               | —               | —               | —               |                 | Deadstar 2      |
| "What I Please" (en colaboración con Denzel Curry)                         | 2019 | —               | —               | —               | 30              |                 | Deadstar 2      |
| "Off My Chest" (en colaboración con Lil Pump)                              | 2020 | —               | —               | —               | —               |                 | Florida Jit     |
| "Big Dawg"(en colaboración con Rick Ross)                                  | 2020 | —               | —               | —               | —               |                 | Florida Jit     |
| "Said a Lotta Things"                                                      | 2020 | —               | —               | —               | —               |                 |                 |
| "Gelato"(en colaboración con Eladio Carrion y Duki con Hide Miyabi)        | 2020 | —               | —               | —               | —               |                 |                 |

Como artista invitado
| Título | Año  | Máxima posición | Máxima posición | Máxima posición | Máxima posición | Máxima posición | Máxima posición | Máxima posición | Certificaciones | Álbum                       |
| Título | Año  | US              | US R&B/HH       | CAN             | IRE             | NZ Heat.        | SCO             | UK              | Certificaciones | Álbum                       |
| --- | ---- | --------------- | --------------- | --------------- | --------------- | --------------- | --------------- | --------------- | --------------- | --------------------------- |
| "Costa Rica"(Dreamville en colaboración con Bas, JID, Mez, Buddy, Jace, Reese Laflare, Ski Mask the Slump God, Guapdad 4000, y Smokepurpp) | 2019 | 75              | 30              | 71              | —               | —               | —               | —               | - RIAA: Oro     | Revenge of the Dreamers lll |
| "Body Bag"((Ricky Remedy en colaboración con Smokepurpp y Zay27)                                                                           | 2019 | —               | —               | —               | —               | —               | —               | —               |                 |                             |
| "Poppin"(KSI en colaboración con Lil Pump y Smokepurpp)                                                                                    | 2020 | —               | —               | —               | 52              | 13              | 25              | 43              |                 | Dissimulation               |